# Mirafiori Nord
Mirafiori Nord (Mirafior Nòrd in piemontese) è un quartiere della Circoscrizione 2 di Torino, situato nella periferia sud-ovest del comune. Prende il nome dallo storico territorio di Mirafiori, posto appunto, più a sud rispetto a esso.
Più precisamente, il quartiere confina:
- a sud col quartiere Mirafiori Sud (ovvero lungo Strada del Portone-Corso Orbassano-Corso Tazzoli)
- a nord col quartiere Pozzo Strada-Borgata Lesna (cavalcavia sulla ferrovia Torino-Modane di via Reni-via Tirreno)
- a est col quartiere Santa Rita (corso Siracusa-corso Cosenza) e Lingotto (corso Unione Sovietica)
- a ovest con la frazione "Gerbido" del Comune di Grugliasco (via Crea-via Allason-corso Salvemini-via Santorelli-Giardini Rinaldi/Palatucci-strada del Barocchio)

Da Mirafiori Nord si accede all'autostrada Tangenziale ovest di Torino, attraverso corso Allamano e corso Orbassano. Prima dell'istituzione delle circoscrizioni, era designato come "Quartiere n. 12".

## Storia

### Il Settecento: campi e cascine
Il rurale territorio era compreso nel cosiddetto "feudo di Roccafranca", nome già esistente per indicare il territorio "franco" a nord del torrente Sangone, tra i poderi privati di Mirafiori e i feudi del "Gerbido" di Grugliasco. A sua volta, il toponimo Gerbo, stava a indicare genericamente un territorio incolto, citato in una denominazione settecentesca del Grossi. Suddiviso in tenute agricole, furono erette cascine, vigne, campi coltivati intersecati da una fitta rete di bealere, il nome dei piccoli canali di irrigazione presenti in Piemonte. Le principali cascine erano la Roccafranca (o Bailarda) e la Giajone. Esistevano poi l'Anselmetti (di cui è rimasta la cappella) e la Canala, al fondo dell'attuale via Nallino, della quale oggi non resta più nulla se non un liscio terreno di campi sportivi. Stessa sorte subirono altre cascine più piccole, la Cascina Spedale di San Giovanni (Ropoli) in via Sanremo/via Dina, e l'adiacente Vaudagnotto.

Oltre a esse, uno dei primi edifici del quartiere totalmente sparito fu l'"ospedaletto-sanatorio" San Luigi, all'epoca la nuova sede del precedente (1826-1908) di via Ignazio Giulio (nel quartiere Valdocco). Edificato nel 1909 sul sito dell'odierna piazza Cattaneo, fu poi abbandonato negli anni sessanta per ampliare gli stabilimenti Fiat Mirafiori, quindi riedificato nell'attuale sede fuori città nel 1970, in frazione "Gonzole", tra Orbassano e Rivalta di Torino

### La prima urbanizzazione
Dopo lo spostamento della capitale d'Italia da Torino a Firenze, nel 1865, l'amministrazione comunale torinese scelse immediatamente una politica di rapida industrializzazione, a causa della crisi del settore terziario dovuta alla perdita del ruolo di capitale. Incominciò la costruzione di case soprattutto lungo le direttrici periferiche, e la cosiddetta "Barriera di Orbassano" della nuova cinta daziaria a sud-ovest della città, nel 1912 fu spostata dall'adiacente quartiere Santa Rita più a sud, sulla attuale piazza Omero. Le prime costruzioni del quartiere avvennero quindi, a ridosso di corso Siracusa; testimonianza di questo periodo è la piccola ciminiera di via Castelgomberto, 53, residuo di una vecchia fornace per mattoni, usata successivamente come cabina elettrica.

Nel 1923 invece, cominciò la costruzione, secondo un piano regolatore del 1908, del lotto di villette tra via Paolo Sarpi e corso Giovanni Agnelli (all'epoca corso Vinzaglio - prolungamento). L'iniziativa fu caldeggiata soprattutto dalla Fiat, che dalla sede nel vicino quartiere Lingotto doveva trasferirsi nei nuovi stabilimenti di Mirafiori nel 1939. A causa della forte richiesta di alloggi da parte della Commissione Interna Operaia Sezione Automobili, si costituirà quindi la "Cooperativa case economiche dipendenti Fiat", che acquisterà dalla casa madre i terreni già in costruzione a un prezzo simbolico. Il primo lotto fu di dodici villette plurifamiliari di due piani. Nel 1927 furono costruite altre quindici case, arricchite con decorazioni in stile déco, con vetrate colorate.
Il quartiere continuò a crescere; la crisi degli alloggi nel 1920-1925 fu il catalizzatore per una complessa e continua collaborazione tra la Fiat e il Comune di Torino, che pianificò la costruzione di circa 1.300 alloggi in più, distribuiti in otto isolati; nel 1926 l'azienda automobilistica cedette oltre 118.000 m2 di terreno all'amministrazione municipale, destinati alla costruzione di case popolari, in cambio della realizzazione di infrastrutture stradali (ad esempio il sottopassaggio stradale del vicino Lingotto e l'allargamento della zona ferroviaria adiacente agli stabilimenti del vicino quartiere Lingotto).

Sul quel lotto, situato appunto a nord del nuovo stabilimento industriale Fiat Mirafiori del 1939, verrà costruito, dall'Istituto Autonomo Case Popolari, un rione, inizialmente chiamato M2 (Mirafiori2), strutturato con isolati a corte chiusa circondata da palazzine a tre o quattro piani. Queste abitazioni verranno poi assegnate soprattutto alle maestranze Fiat, secondo specifici accordi.

### Il rione operaio "Borgo Cina"

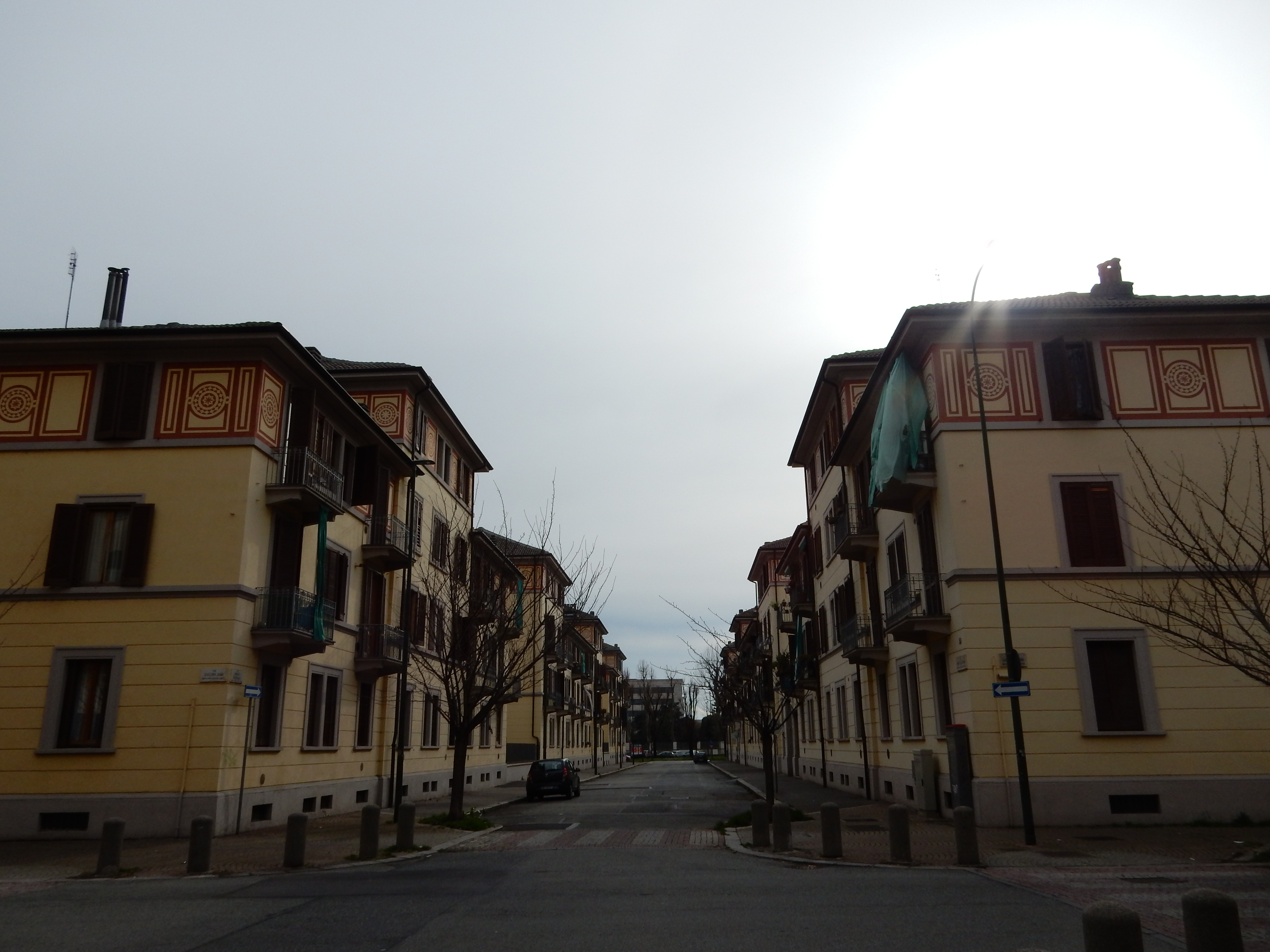
Le case popolari di Borgo Cina

Con la nascita dello stabilimento di Fiat Mirafiori nel 1939, la zona cosiddetta "M2" divenne spiccatamente operaia. I nuovi isolati, con le cosiddette case a "corte interna", specialmente a nord di via Giacomo Dina, costruite tra il 1930 e il 1939 in pieno regime fascista, costituirono un rione chiamato "Costanzo Ciano", dedicato al padre di Galeazzo Ciano, genero del Duce. Durante i difficili anni della guerra, verso est sorsero anche la chiesa e l'oratorio salesiano "Don Bosco", più il complesso scolastico dell'Istituto Internazionale "Edoardo Agnelli".
Con la caduta del fascismo, il rione Ciano fu rinominato popolarmente "Borgo Cina" (Borgh Cin-a), soprattutto per via dell'incremento demografico di operai della vicina industria automobilistica FIAT, dal dopoguerra in poi. Questi, infatti, ogni giorno uscivano frettolosamente in massa dalle loro case colorate, riversandosi per strada verso i cancelli della fabbrica, già vestiti in tuta da lavoro, come tanti cinesi appunto, a montare in servizio nei serratissimi turni di lavoro.
Negli anni cinquanta la zona venne completata con la costruzione del primo grande palazzo di corso Agnelli 148, inaugurando così la stagione dei palazzi da 7-10 piani, assai comuni durante il boom edilizio e demografico degli anni sessanta.

### Le Casermette
A nord del quartiere, un complesso edilizio per un totale di 109 bassi edifici militari sorse col nome di "Casermette di Borgo San Paolo", nome dato per via del vicino quartiere, poiché la denominazione "Mirafiori Nord" era all'epoca inesistente. Esso fu situato esattamente tra via Tirreno e corso Allamano, a ridosso di via Veglia che, di fatto, taglia in due lo stesso comprensorio. Le casermette furono costruite per l'esercito durante la seconda guerra mondiale, quindi parzialmente danneggiate durante i bombardamenti del 1943, poi risistemate e utilizzate per sfollati e reduci. 
Dal 1947 ospitarono i profughi giuliano-dalmati mentre, dal 1966, la parte a nord di via Veglia fu destinata alla Polizia di Stato col nome di "Caserma Mario Cesale", mentre la parte a sud fu destinata a ospitare i baraccati della zona torinese di corso Polonia (quartiere Nizza-Millefonti).
 Dal 1985, però, anche la parte sud fu destinata a caserma militare operativa, questa volta dei Carabinieri, a sua volta suddivisa in "Caserma Angelo Pugnani" (con ingresso su corso Allamano) e "Caserma Benito Atzei" (con ingresso su via Guido Reni).

### Gli anni dell'immigrazione e delboomeconomico (1950-1970)

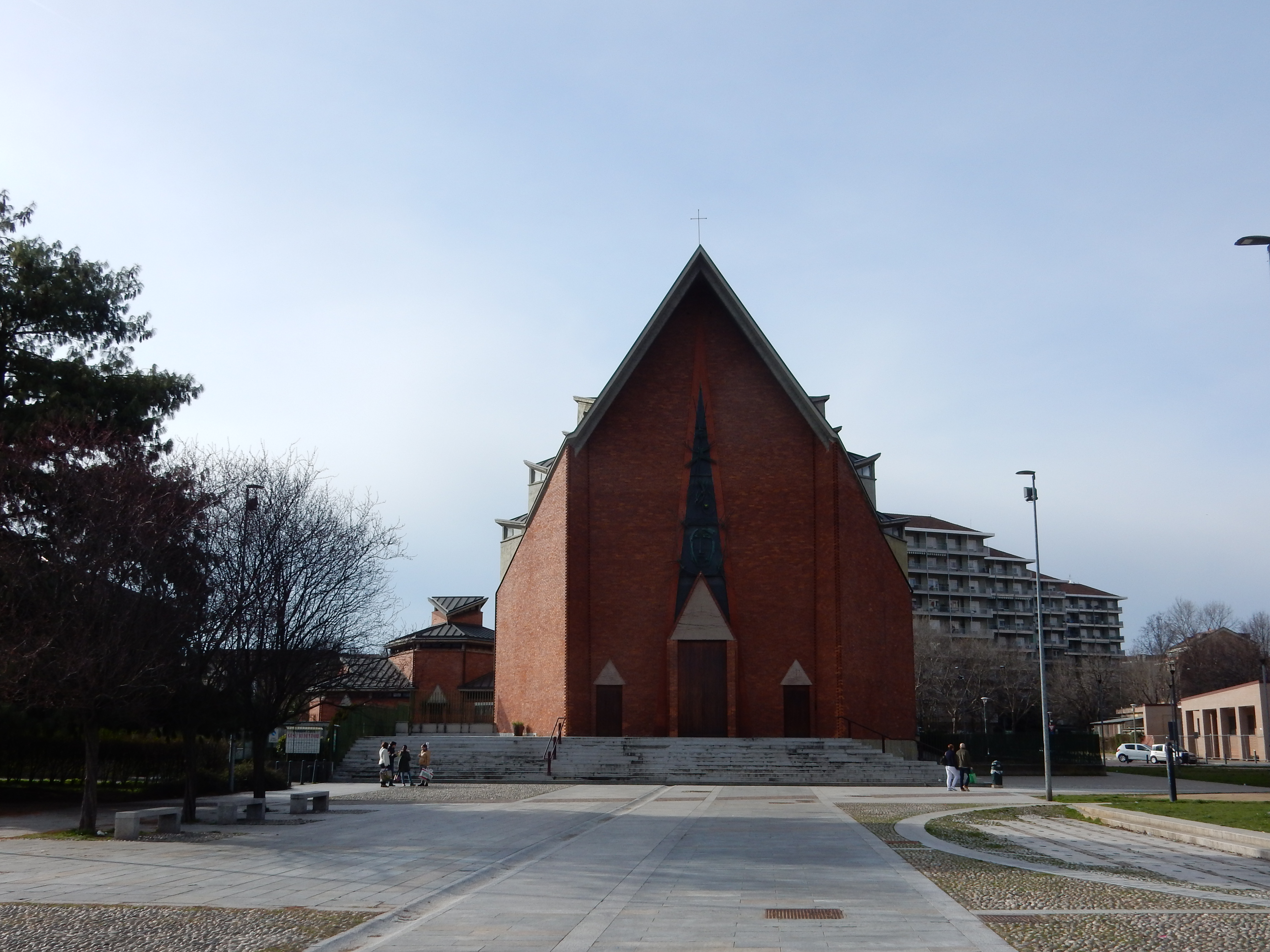
La Chiesa del Gesù Redentore

Mirafiori Nord conobbe una rapidissima espansione demografica soprattutto a partire dal 1950, con l'inizio del boom economico: un enorme flusso di immigrati dal Triveneto e dall'Italia meridionale si riversò in breve tempo nel quartiere.

In soli vent'anni (1951-1971) si passò da 18.700 a 141.000 abitanti e nel 1954 venne inaugurata la prima di una serie di scuole elementari, la Giovanni Vidari di via Sanremo, 46. All'interno di Borgo Cina, nel 1957 fu anche inaugurata la Chiesa del Gesù Redentore, come centro parrocchiale ideato dal cardinale Maurilio Fossati appena due anni prima, il 16 maggio 1955, su di un progetto degli architetti Nicola e Leonardo Mosso. Il piano regolatore del 1954 prevedeva inizialmente tre piazze porticate, progetto poi realizzato solo parzialmente. Le uniche due piazze costruite furono quelle intitolate a papa Giovanni XXIII (di fronte alla chiesa) e la piazza-giardino dedicata al partigiano Dante Livio Bianco. Aperte al traffico veicolare, diventarono delle isole pedonali a partire dal dicembre 1977, su impulso dei comitati spontanei di quartiere. L'area sarà riqualificata nel 2002 nell'ambito del progetto europeo "Urban 2" con l'aggiunta di fontane, giochi per i bambini e un anfiteatro all'aperto.

Nel 1956-1957 la Fiat raddoppiò lo stabilimento industriale, partecipando al piano INA-Casa, e aggiungendo ancora 1.550 alloggi da assegnare ai dipendenti. In tutto il quartiere, i primi condomini a sette-dieci piani furono costruiti con le sovvenzioni della società, seguiti successivamente da alcuni condomini popolari della Gescal, e infine dalle sovvenzioni dirette della stessa industria FIAT. Grazie alla legge n. 167 del 1962 sull'edilizia convenzionata, verranno favoriti molti acquisti di terreni destinati a zone commerciali e ai servizi, ma la carenza dei servizi essenziali fu un problema di gravi proporzioni, così come la speculazione edilizia, che fece alzare il prezzo degli alloggi a partire dagli anni settanta circa. Il 27 gennaio 1972, cinquanta famiglie occuparono un palazzo di via De Canal, appena costruito dalla Gescal. 
Nel 1964, su Corso Siracusa vennero costruite le residenziali Torri Pitagora. 
Sui terreni di periferia ancora liberi fu costruito, tra il 1968 e il 1971, lungo via Gaidano-Corso Tazzoli fino a frazione Gerbido di Grugliasco, il cosiddetto "Centro Europa", ovvero una zona costituita da edilizia a prezzo di libero mercato, inizialmente composta da undici torri di dieci piani, con vialetti pedonali, una piazzetta e vari spazi verdi.

#### Città Giardino
Un'altra zona residenziale, costruita tra il 1950 e il 1970, fu la cosiddetta "Città Giardino", caratterizzata da villette o case molto basse, con giardini e orti, situata tra il corso Allamano e la Cascina Giajone. Il complesso edilizio sorse sull'idea inglese della garden city, già attuata pochi anni prima nel vicino quartiere Mirafiori Sud (zona tra via Monte Sei Busi e via Monte Cengio).

### Anni recenti

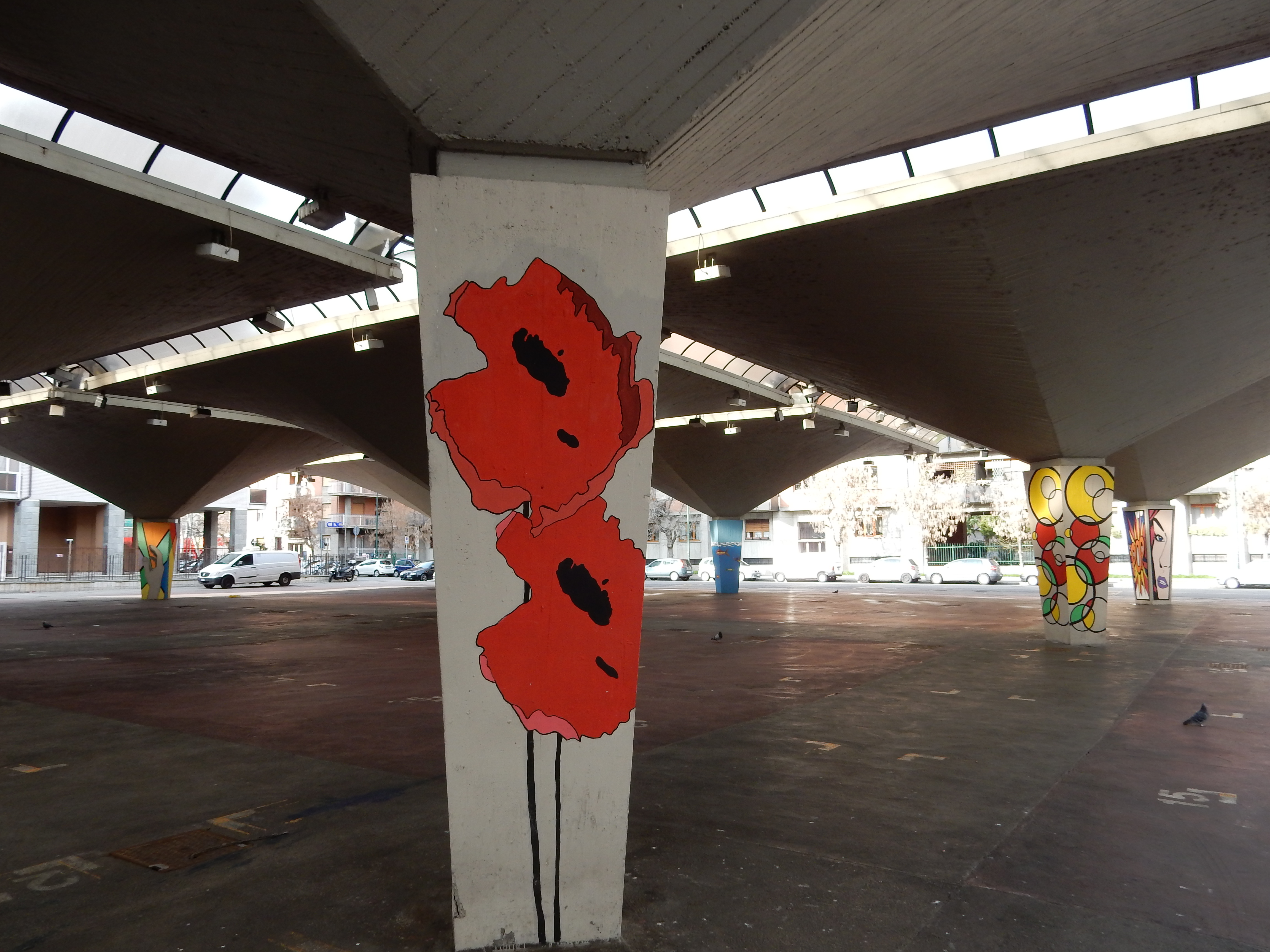
Mercato coperto di piazza Don Grioli

Le prime opere di riqualificazione del quartiere avvennero con i grandi lavori di ristrutturazione e rifacimento della antica Cascina Giajone in via Guido Reni, avvenuti nel periodo tra il 1985 e il 1990. Dal 2002 al 2009 il quartiere fu ulteriormente riqualificato grazie al progetto comunale "Urban 2", finanziato dall'Unione Europea. Il programma prevedeva tre tipi di intervento: miglioramento degli spazi verdi, della mobilità sostenibile e della qualità ambientale; sviluppo delle attività economiche; iniziative di integrazione sociale e di sostegno alla cultura. 
Gli obiettivi raggiunti compresero l'introduzione della raccolta rifiuti porta a porta e la quota del 50% di raccolta differenziata, la riqualificazione della piazza-giardino Dante Livio Bianco e di molti spazi verdi, la riqualificazione e la messa a norma del mercato coperto "Don Grioli" nella piazza omonima, il restauro della Cascina Roccafranca (ora centro ricreativo e culturale e sede dell'Ecomuseo urbano) e della Cappella Anselmetti e la creazione del Centro per il Lavoro in via Del Prete.

## Monumenti e luoghi d'interesse

### Cascina Giaione (o Giajone)

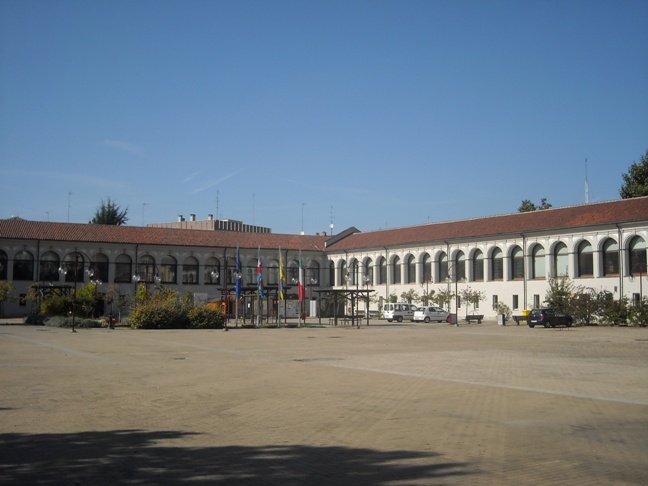
La corte centrale della Cascina Giajone

Un primitivo edificio dell'attuale sito di via Reni comparve già nelle carte dell'assedio di Torino del 1706, con la denominazione Iayon, di proprietà dei Padri della Consolata di Asti; il nome potrebbe a sua volta derivare dal piemontese ghiajron o giajron (ghiaia grossa, ciottolo), dal momento che, anticamente, in quel sito era presente una cava. Nel 1762-1780 il conte Giuseppe Martin Montù di Beccaria, acquistati i terreni a nord della "Roccafranca", fece demolire la precedente costruzione per far posto all'attuale impianto cascinale a corte chiusa, comprensivo di una casa distaccata per la servitù su via Balla (demolita poi nel 1981). Le tre lunghe maniche perimetrali ospitavano gli alloggi padronali e per i fittavoli, i fienili e le stalle. La particolare torretta a nord, perfettamente conservata, era invece l'antica colombaia. Nel sottosuolo era presente una ghiacciaia. L'architetto Amedeo Grossi la descriveva così nel 1790:
(Amedeo Grossi, Guida alle cascine e vigne del territorio di Torino e suoi contorni)
La Cascina ospitò, tra il XIX e il XX secolo, l'allevamento della Società Torinese Cavalli; durante la seconda guerra mondiale il cortile interno fu colpito dai bombardamenti del 16 agosto 1943. Negli anni successivi, vi trovarono posto depositi di rottami, abitazioni di fortuna e varie piccole officine. Abbandonata e degradata per molti anni, fu quindi ristrutturata negli anni ottanta dal comune di Torino, che la destinò agli usi attuali. Al riguardo, fu fondamentale l'azione promotrice socio-culturale di Antonio Gamba (1932-1999), fondatore del Comitato spontaneo di Città Giardino, al quale fu dedicata l'area verde del perimetro nord. Sempre sul lato nord, fu altresì dedicata la sala polivalente della Cascina a due figure torinesi del XX secolo, don Mario Operti (al quale fu dedicata anche la sala parrocchiale della chiesa del Gesù Redentore) e lo scrittore Giovanni Fornero.

Oltre che sede di un Ufficio Anagrafe e di una Biblioteca Civica, negli anni novanta e duemila fu sfruttata come sede di numerose iniziative socio-culturali. Tuttavia, in anni più recenti è stata scarsamente valorizzata.

### Cascina Roccafranca
Il primitivo impianto cascinale di via Rubino angolo via Gaidano fu eretto per la Compagnia dell'Immacolata Concezione agli inizi del XVII secolo e rivenduto, nel 1689, al ricco Conte Lorenzo Ballard o Balard, quando la cascina prese il suo nome (Cassina Balarda, Belarde o Belarda). Nel 1734, l'intero feudo fu intestato ai Ballard con il nome di Contea di Rocca Franca, nome già esistente a indicare il territorio "franco" lievemente sopraelevato a nord del torrente Sangone, collocato tra i poderi privati Mirafiori e i feudi che si estendevano fino al Gerbido di Grugliasco. Dopo tre generazioni, i Ballard si estinsero e la cascina venne quindi acquistata dalla baronessa Chionio che, nel 1836-1845, fece ampliare l'edificio. 

Con la riduzione dei terreni agricoli dovuti allo sviluppo urbanistico e industriale, la cascina cadde in abbandono fino al 2002, quando il Comune l'acquistò e ristrutturò; dal 2007 ospita la Casa del Quartiere Cascina Roccafranca, un centro socio culturale che promuove iniziative, eventi e progetti per la cittadinanza, oltre che molti locali destinati ad attività culturali e associative.

### Cappella della Cascina Anselmetti

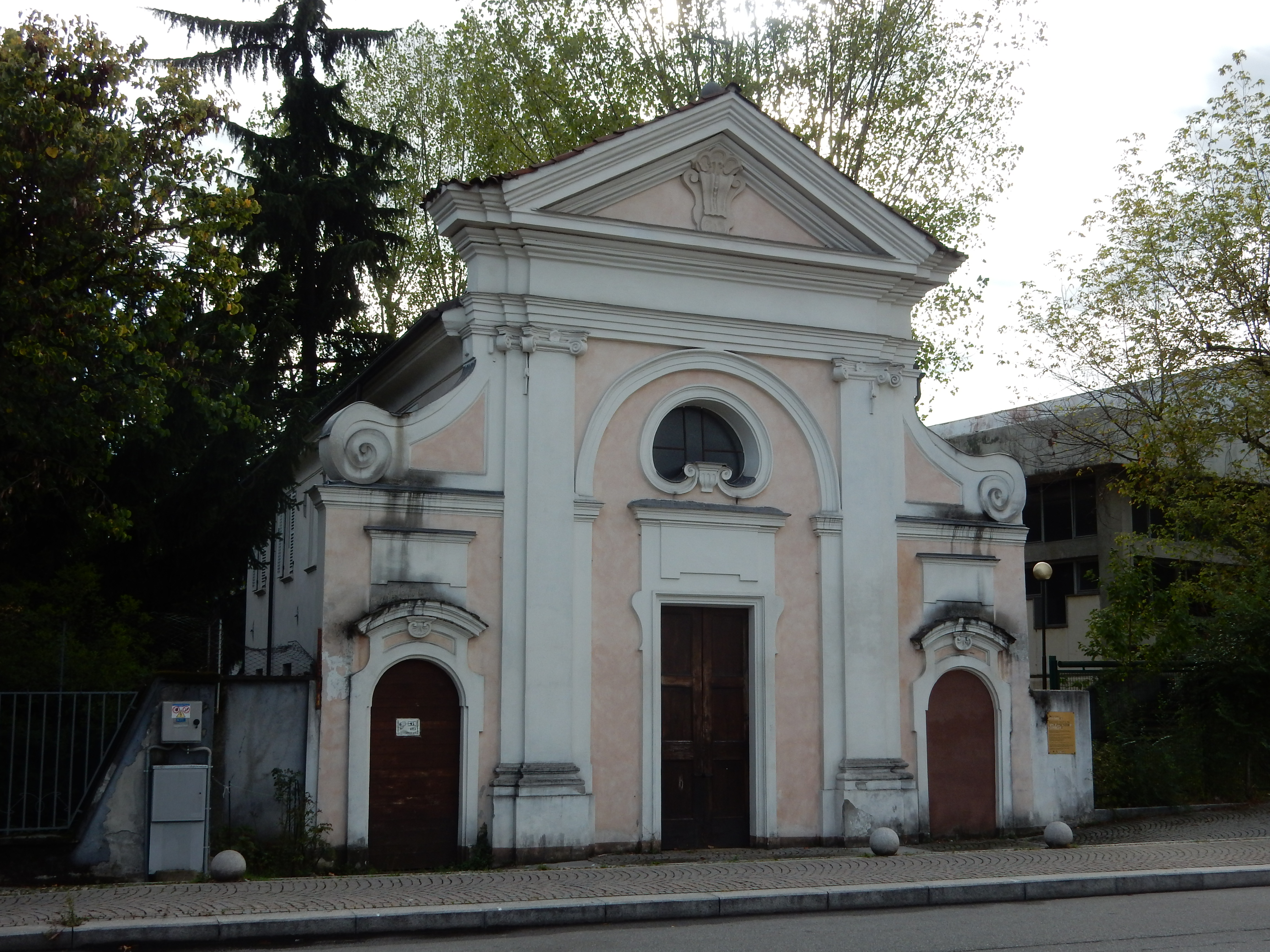
Cappella Anselmetti

Prospiciente alla Cascina Roccafranca, dall'altro lato di via Gaidano, rimane oggi una piccola cappella del XVIII secolo, con facciata in stile barocco piemontese, che fece parte della tenuta agricola acquistata nel 1785 dal banchiere Carlo Vincenzo Anselmetti. Quest'ultimo fece ricostruire la preesistente cascina e aggiunse una villa signorile con questa cappella. Nell'Ottocento fu un altro banchiere, Paolo Nigra, a rilevarne la proprietà. Il terreno agricolo circostante diminuì con il tempo, fino a sole 50 giornate nell'anno 1957. Vicinissima alla Cascina Roccafranca, l'ingresso della cappella è rivolto sull'antica via di Grugliasco (oggi via Paolo Gaidano), per permetterne l'uso anche ai viandanti e agli abitanti del contado.

Sia il palazzo padronale sia la cascina furono poi demoliti nel 1977, per far posto all'attuale complesso scolastico denominato "E11" (scuola Modigliani). Dell'antica tenuta rimase quindi solo la cappella, oggi tutelata dalla Soprintendenza ai Monumenti del Piemonte per il suo valore storico-artistico. La cappella fu quindi restaurata nel 2004, e destinata, tre anni più tardi, a laboratorio didattico, attraverso il programma Nuovi Committenti,  guidato dell'associazione comunale Urban 2 e dall'artista toscano Massimo Bartolini. Nell'abside domina ancora l'immagine della Madonna della Consolata.

### Complesso dell'Istituto Internazionale Salesiano "Edoardo Agnelli"

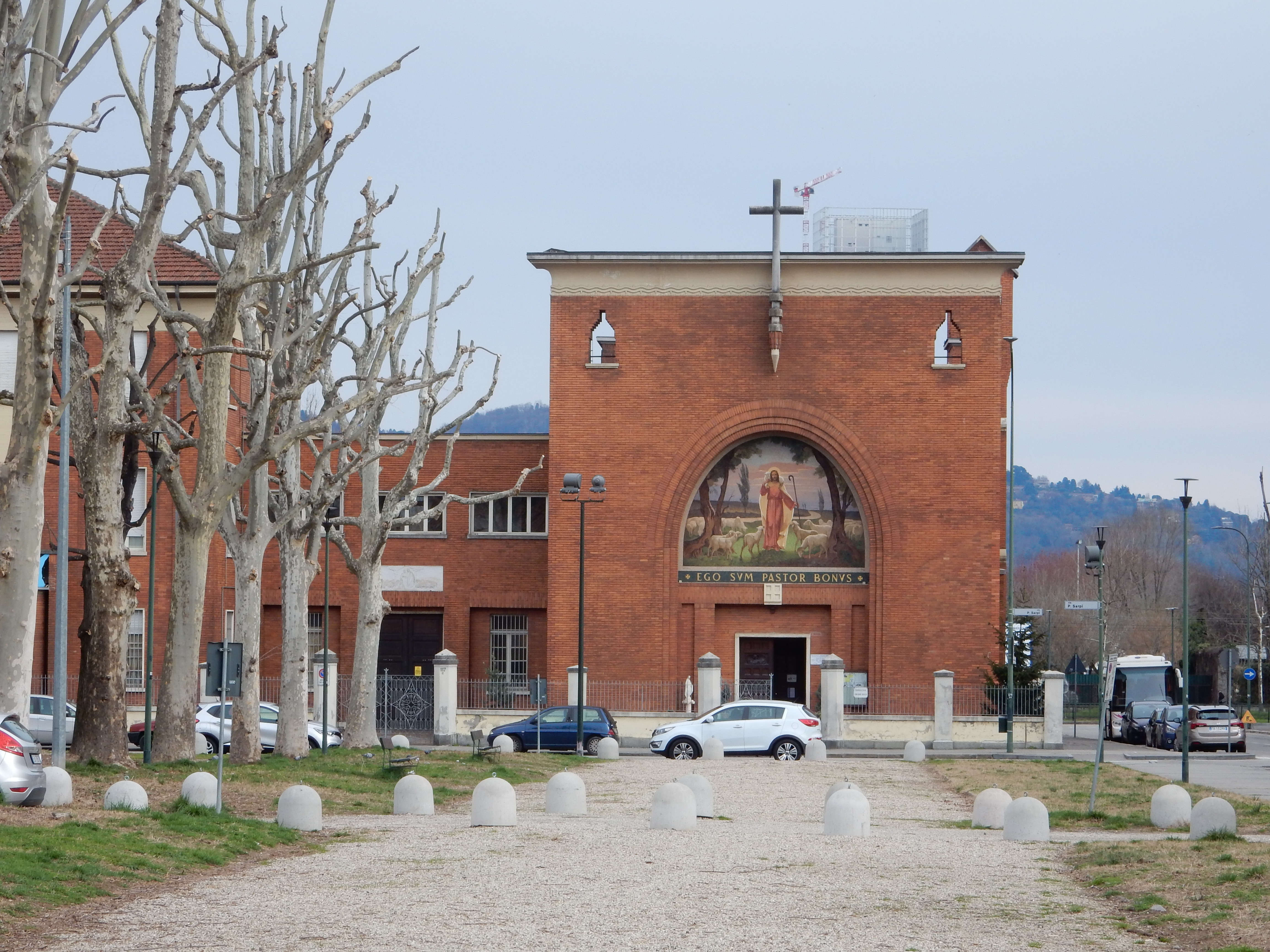
Chiesa di San Giovanni Bosco

L'Istituto Internazionale Salesiano "Edoardo Agnelli" è un complesso educativo-religioso sito nell'estrema parte est del quartiere (corso Unione Sovietica-corso Cosenza-via G. Dina), costruito tra il 1938 e il 1941 su disegno dell'architetto salesiano Giulio Valotti (lo stesso del Santuario del vicino quartiere Santa Rita), comprende il tipico oratorio, il cinema-teatro e le scuole salesiane di arti e mestieri. Si svilupparono, in seguito, scuole professionali vere e proprie, su impulso della Fiat che vedeva nell'opera dell'Istituto un mezzo per formare operai qualificati. Dopo la guerra e i bombardamenti (che danneggiarono gli edifici), i corsi ripresero nel 1946 con l'aggiunta della scuola elementare e di un'officina per le esercitazioni, di ben 4.800 m2. Nello stesso anno nacque anche l'istituto "Virginia Agnelli", dedicato all'educazione femminile, gestito dalle suore di Maria Ausiliatrice: ospitato prima in baracche di fortuna, venne ampliato a più riprese fino al 1967 con asilo infantile, scuola materna e scuole professionali per le ragazze. Oggi l'Istituto Agnelli ospita la scuola media, il liceo scientifico, l'istituto tecnico industriale e un corso professionale per periti meccanici.

#### Chiesa di San Giovanni Bosco
Parte integrante del Complesso è la chiesa di San Giovanni Bosco, con ingresso su via Paolo Sarpi, sempre progettata dall'architetto Valotti, che fu inaugurata il 19 aprile 1941 come parte integrante del complesso, ma divenne parrocchia soltanto il 20 novembre 1957. Il suo stile fonde linee dell'architettura razionalista dell'epoca con alcuni elementi tradizionali: i contrafforti, le arcate, i soffitti a rosoni e un mosaico sulla facciata.

#### Centro sportivo Reale Mutua
L'isolato adiacente invece, quello a ridosso di corso Agnelli, è recente opera di intervento edilizio per il nuovo complesso sportivo-ricreativo della Reale Mutua Assicurazioni.

## Altre chiese

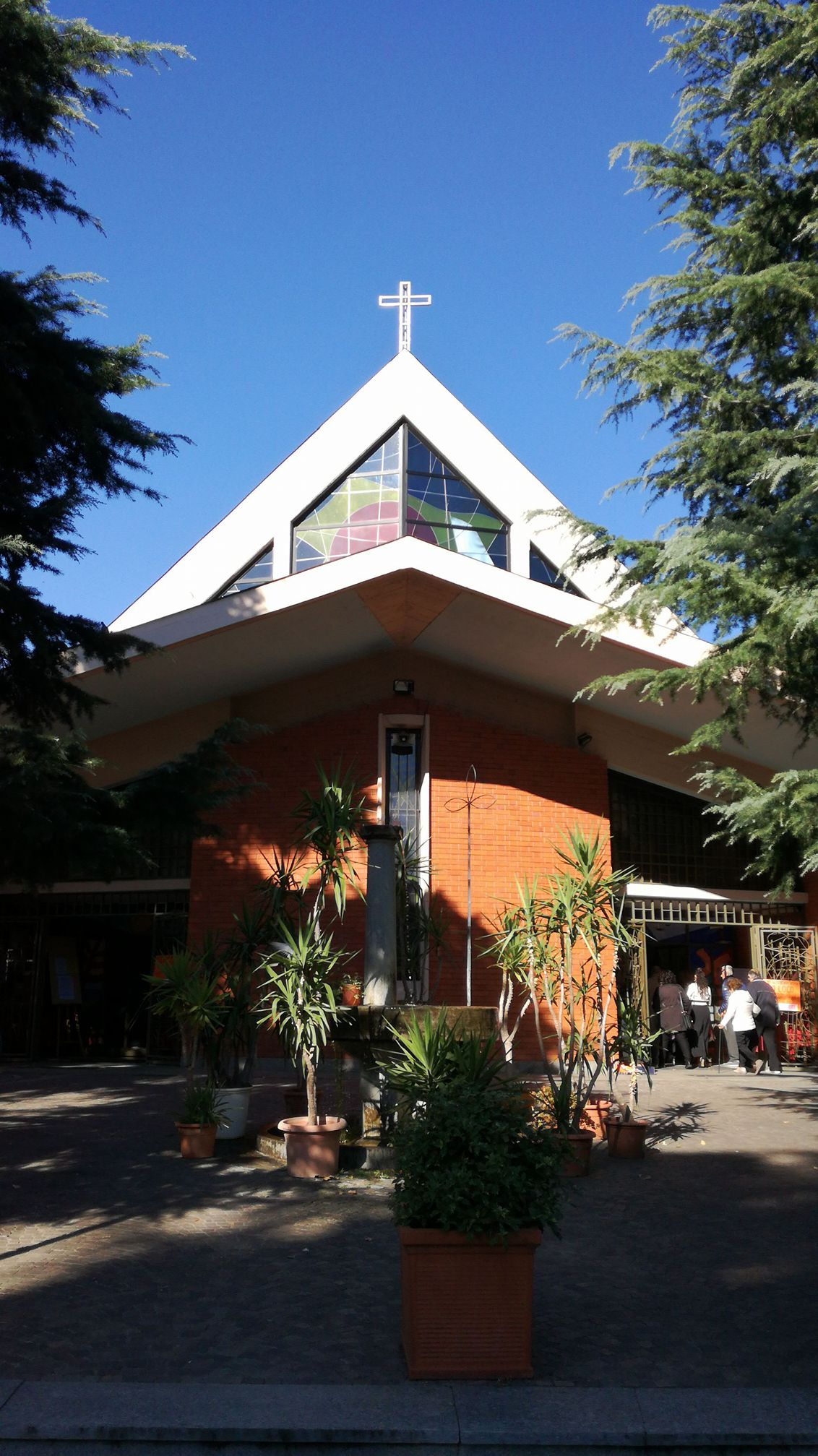
Chiesa del SS. Nome di Maria

- Chiesa del Santissimo Nome di Maria, situata quasi ai confini con Grugliasco, soprattutto a servizio della zona di Città Giardino. Un primo impianto religioso risale al 1957, presso il quale esisteva una semplice sala liturgica a finestre circolari e l'annessa casa parrocchiale, ancor oggi presenti sulla parte meridionale[39], mentre l'edificio attuale a navata unica e facciata a forma di "tenda" fu opera degli architetti Marco Ghiotti e Piero Contini, inaugurata nel 1972[40]. La vecchia sala liturgica fu quindi destinata a uso commerciale, mentre nel 2004 fu eretto un nuovo salone parrocchiale retrostante la chiesa, più altre piccole opere di ristrutturazione e rimaneggiamento.
- Chiesa dell'Ascensione, sita appena dietro la Cascina Roccafranca, opera di Giovanni Canavesio del 1969.
- Chiesa della Pentecoste, quasi al confine col quartiere Santa Rita, opera di Mario Bianco, Bruno Villata e Bertolotti, risalente al 1976.
- Chiesa dello Spirito Santo, del XVII secolo, che tuttavia appartiene a frazione Gerbido di Grugliasco, nella zona agli estremi confini sud-occidentali sia del quartiere sia di Torino e talvolta chiamata "Centro Europa" (la parte ovest di via Paolo Gaidano)
- Chiesa del Gesù Redentore, sopracitata.

## Aree verdi
- Il giardino tra l'Istituto Tecnico Industriale Enzo Ferrari e Via Edoardo Rubino è intitolato a Francesco Saverio Nitti (come già la via lungo il margine settentrionale)
- Il giardino tra Via Amedeo Modigliani e Via Paolo Gaidano è intitolato ai Magistrati caduti nella difesa dello Stato
- Il giardino tra via Paolo Gaidano e Piazza Omero è intitolato al pittore Umberto Boccioni
- Il giardino tra Via Carlo Alfonso Nallino, Corso Enrico Tazzoli, Corso Orbassano e Via Angelo Scarsellini è intitolato a Pietro Nenni
- Il giardino di Piazza Dante Livio Bianco è intitolato a Emilia Mariani
- Il giardino tra Via Sanremo, Via Eleonora d'Arborea e Via Bernardo de Canal è intitolato a Carlo Montù
- Il giardino tra Via Bernardo de Canal, Via Carlo Del Prete e Via Eleonora d'Arborea è intitolato a Carlo Compans de Brichanteau
- Il giardino tra Corso Salvemini e la centrale elettrica e di teleriscaldamento ex-Aem-A2A, nel 2004 fu intitolato al bambino Nicholas Green
- Su proposta della Circoscrizione, il giardino tra via Buenos Aires 112/116 e via San Marino 119/129 (già in Santa Rita) è stato intitolato dal Comune di Torino nell`aprile 2022 al politico e ministro Tina Anselmi.[41]

## Impianti sportivi

### Stadio del ghiaccio
Noto anche come "Palasport Tazzoli", sul corso omonimo, fu costruito in occasione delle Olimpiadi del 2006, al posto di un impianto di pattinaggio su ghiaccio preesistente. È dotato di due piste regolamentari che ospitarono gli allenamenti di hockey su ghiaccio e short track, e di una tribuna da 3.000 posti.

### Complesso Gaidano
Con sede in via Modigliani, è un complesso sportivo composto da palestra, campi di calcio a 5, piscina federale e due campi da tennis.

### Area Palatucci
Sita in via Palatucci, all'estremo confine ovest del quartiere con Grugliasco, l'area verde comprende i giardini pubblici dedicati al salesiano don Filippo Rinaldi, l'area ricreativa dei Volontari Italiani Donatori del Sangue e i campi sportivi dell'ASD "Beppe Viola".

## Residenze di persone note
- In piazza Pitagora, negli anni settanta e ottanta, abitò l'attrice Margherita Fumero
- In via Castelgomberto vissero i genitori dell'attrice e showgirl Alba Parietti, dopo essersi trasferiti dal precedente quartiere torinese di Madonna del Pilone
- Nel rione Borgo Cina visse e crebbe, fino agli anni del liceo, il giornalista e politico Oscar Giannino